# 武林尹隆
武林 尹隆（たけばやし ただたか、生没年不詳）は、江戸時代前期の武士。赤穂藩浅野氏の家臣。通称は半右衛門（はんえもん）。

## 出自
尹隆の祖父は、文禄・慶長の役で日本軍の捕虜になった明軍所属の孟二寛である。
慶長の役で、明から派遣され全羅道の兵馬節度使李福男の息子・李聖賢の従者となっていた人物で、
慶長2年（1597年）8月、南原城の戦いで、李氏朝鮮の李聖賢とともに城を脱出したが、阿曽沼元信の軍勢によって捕えられた。日本へ連れ帰られて広島に居住した。
日本人の渡辺氏から室を迎えると、このときに妻の姓をとって「渡辺治庵」と改名する。
その間に生まれた子が尹隆の父の渡辺式重で赤穂藩浅野家に仕えた。

## 生涯
赤穂藩士・渡辺式重の子として誕生。母は北川久兵衛の娘。弟に赤穂浪士の武林隆重。
元禄14年（1701年）の主君・浅野長矩の刃傷事件による赤穂藩改易後、弟・隆重とともに一貫して討ち入り参加を望んでいたが、両親がともに病に伏したため、どちらかが生き残って看病せねばならなくなった。隆重やその依頼を受けた大石良雄から討ち入り参加を諌止されて、元禄15年（1702年）閏8月11日にやむなく脱盟した。
弟が討ち入り後に切腹した後、両親の死を看取り浪人を続けたが、宝永6年（1709年）綱吉に代わり家宣が将軍宣下を行う。それにより、義士の遺子に対する大赦が行われた。そこで尹隆も広島藩浅野本家に招かれ、この際に渡辺姓から弟の武林姓に変えて「武林勘助」と名乗るようになった。なお、正徳3年（1713年）に大石良雄の遺児・大石大三郎も広島藩に召抱えられることになった際に、尹隆が大三郎のいる豊岡藩まで迎えに派遣されている。
広島藩の武林家は尹隆の曽孫・武林隆斌の代で断絶した。国泰寺にあった武林氏家祖の墓は昭和20年（1945年）8月6日の原爆投下で全焼全壊した。昭和53年（1978年）に国泰寺が広島市西区の己斐に移転した際、大三郎の墓とともに再建されている。